# Leichtathletik-Europameisterschaften 2010/20 km Gehen der Männer

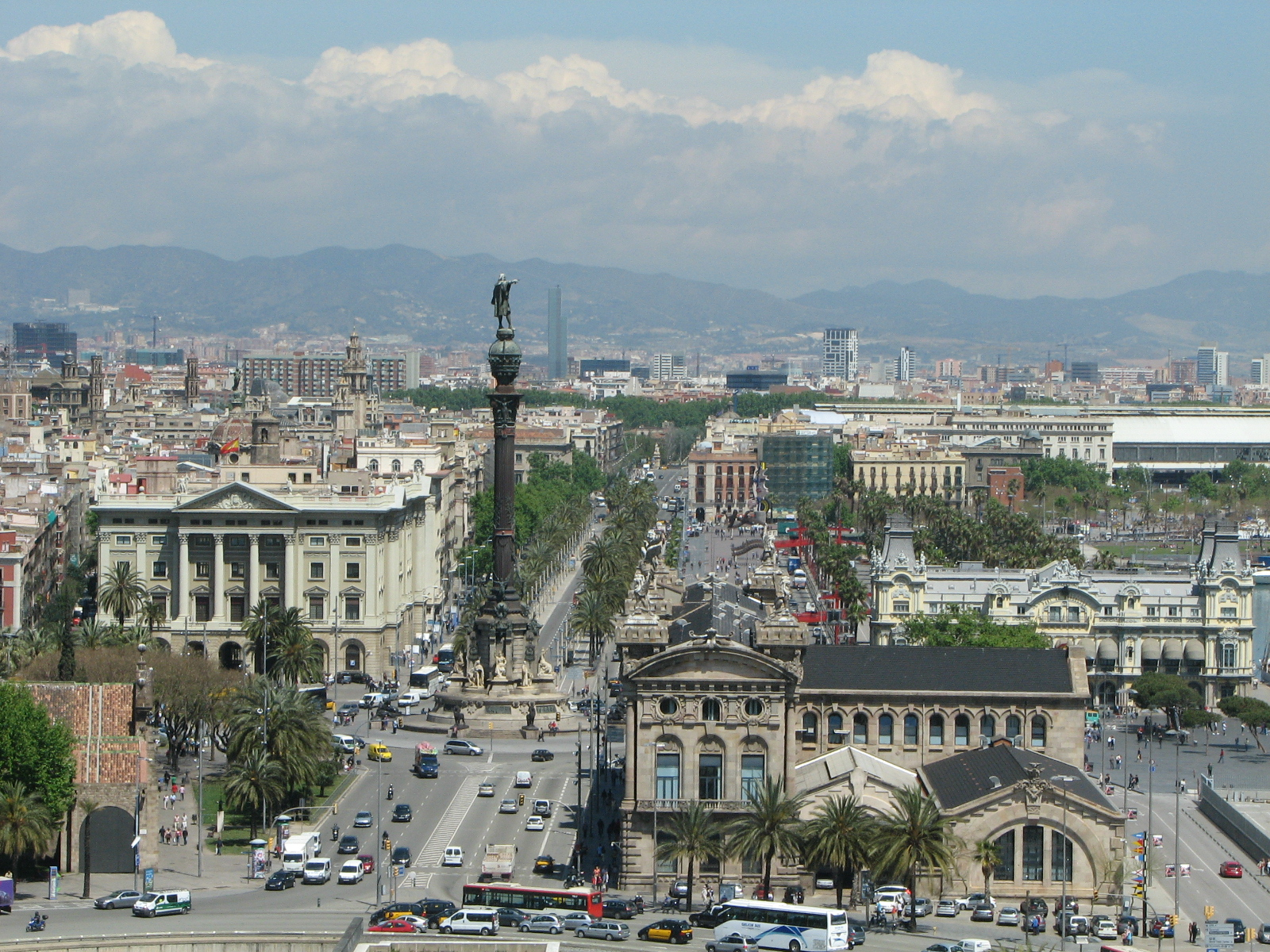
Blick auf Barcelona im Jahr 2008

Das 20-km-Gehen der Männer bei den Leichtathletik-Europameisterschaften 2010 wurde am 27. Juli 2010 in den Straßen der spanischen Stadt Barcelona ausgetragen.
Europameister wurde der Italiener Alex Schwazer. Den zweiten Rang belegte der portugiesische EM-Dritte von 2006 João Vieira. Bronze ging an den Iren Robert Heffernan.

## Bestehende Rekorde
Anmerkung:

Die früher bestehende Praxis, Rekorde im Marathonlauf und Straßengehen wegen der unterschiedlichen Streckenbeschaffenheiten mit Ausnahme von Meisterschaftsrekorden nicht zu führen, wurde von 2003 an nicht mehr angewendet. Seitdem gibt es auch in diesen Straßenwettbewerben offizielle Rekorde. Allerdings müssen klare Regeln zur Beschaffenheit der Strecke eingehalten werden. Die am 8. Juni 2008 in Saransk erzielte Zeit von 1:16:43 h des Russen Sergei Morosow wurde nicht als offizieller Welt- und Europarekord anerkannt.
| Weltrekord           | 1:17:16 h | Wladimir Kanaikin      | Saransk, Russland     | 29. September 2007 |
| Europarekord         | 1:17:16 h | Wladimir Kanaikin      | Saransk, Russland     | 29. September 2007 |
| Meisterschaftsrekord | 1:18:45 h | Michail Schtschennikow | EM Helsinki, Finnland | 7. August 1994     |

Der bestehende EM-Rekord wurde bei diesen Europameisterschaften nicht erreicht. Mit seiner Siegerzeit von 1:20:38 h blieb der italienische Europameister Alex Schwazer 1:53 min über dem Rekord. Zum Welt- und Europarekord fehlten ihm 3:22 min.

## Doping
In diesem Wettbewerb mussten wegen Dopingbetrugs Sanktionen gegen zwei Sportler ausgesprochen werden.
- Stanislaw Jemeljanow (Russland) – zunächst Erster. Am 29. Juli 2014 wurde bekanntgegeben, dass ihm wegen auffälliger Blutwerte im Biologischen Pass alle Ergebnisse ab dem 26. Juli 2010 aberkannt werden, somit auch die Goldmedaille beim 20-km-Gehen in Barcelona.[2]
- Ruslan Dmytrenko (Ukraine) – zunächst Zwölfter. Am 8. Februar 2010 wurden für ihn Sanktionen wegen Dopingmissbrauchs verhängt. Seine Resultate in der Zeit vom 14. August 2008 bis 3. August 2012 wurden annulliert. Darüber hinaus erhielt er eine Sperre von zwei Jahren.[3]

Leidtragende waren in erster Linie die beiden folgenden Geher:
- Alex Schwazer (Italien) – Er wurde erst deutlich verspätet als Europameister anerkannt.
- Robert Heffernan (Irland) – Er erhielt seine Bronzemedaille mit erheblicher Verspätung und konnte nicht an der Siegerehrung teilnehmen.

## Durchführung
Hier gab es keine Vorrunde, alle 27 Geher traten gemeinsam zum Finale an.

## Legende

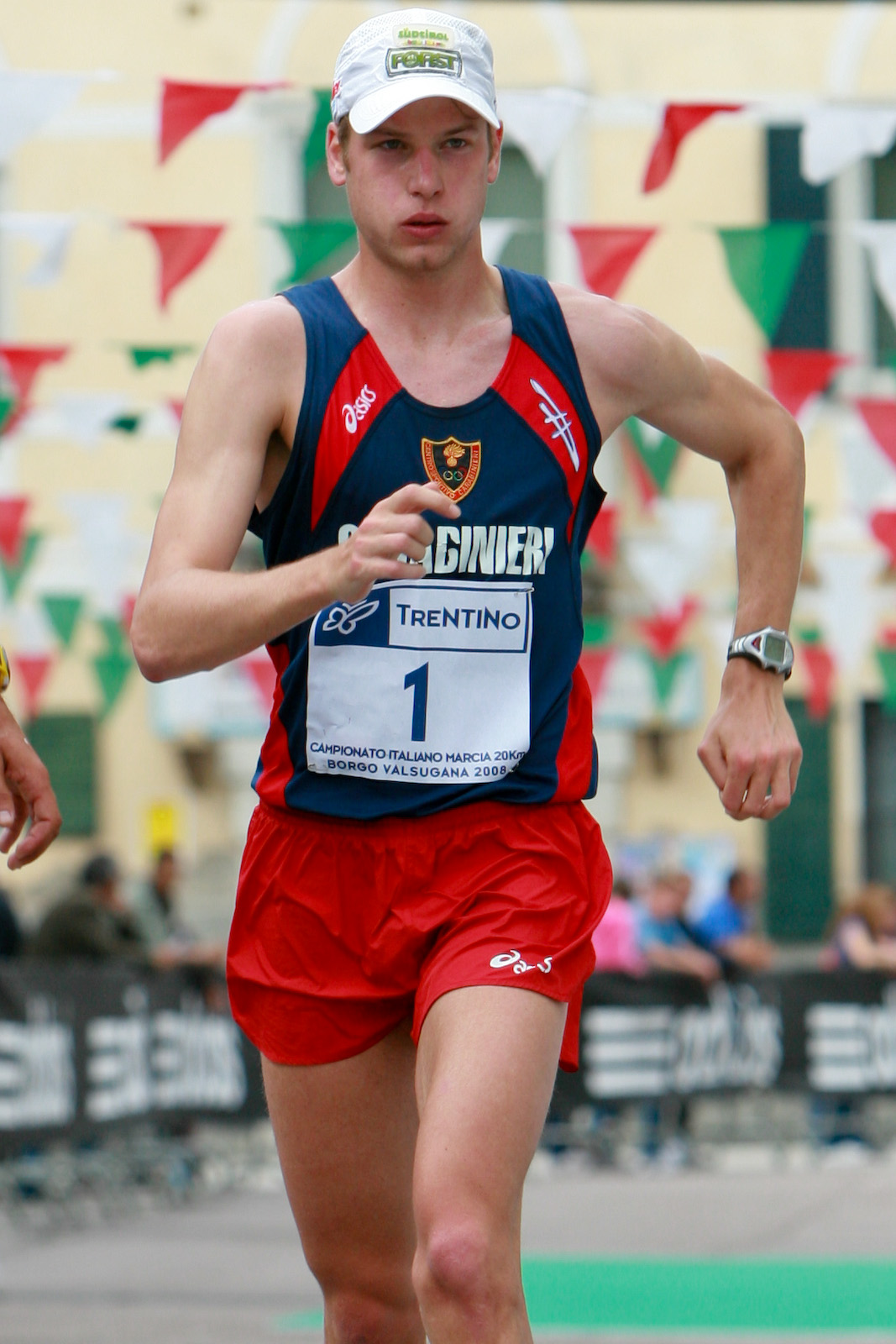
Europameister Alex Schwazer

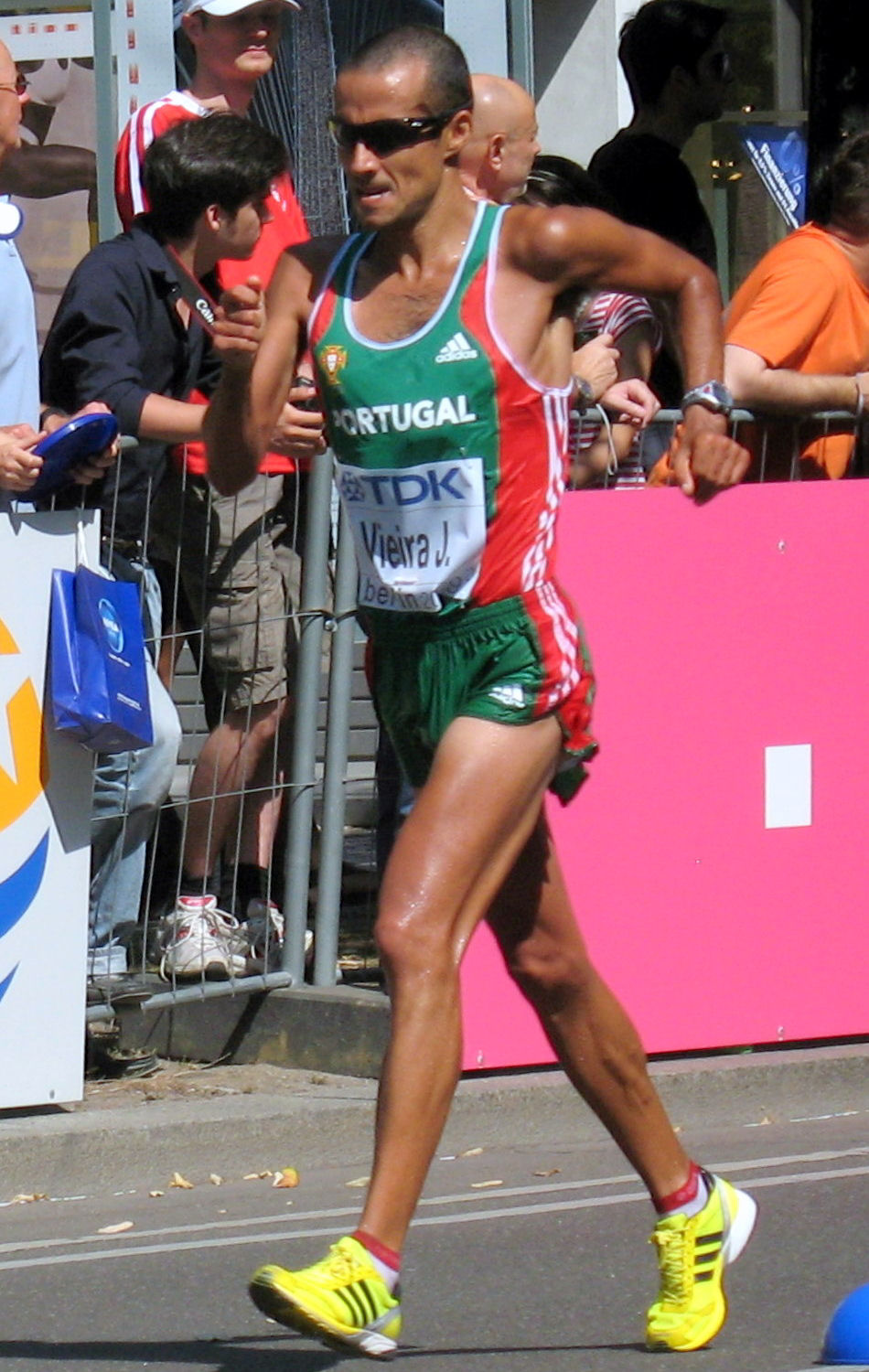
Vizeeuropameister João Vieira

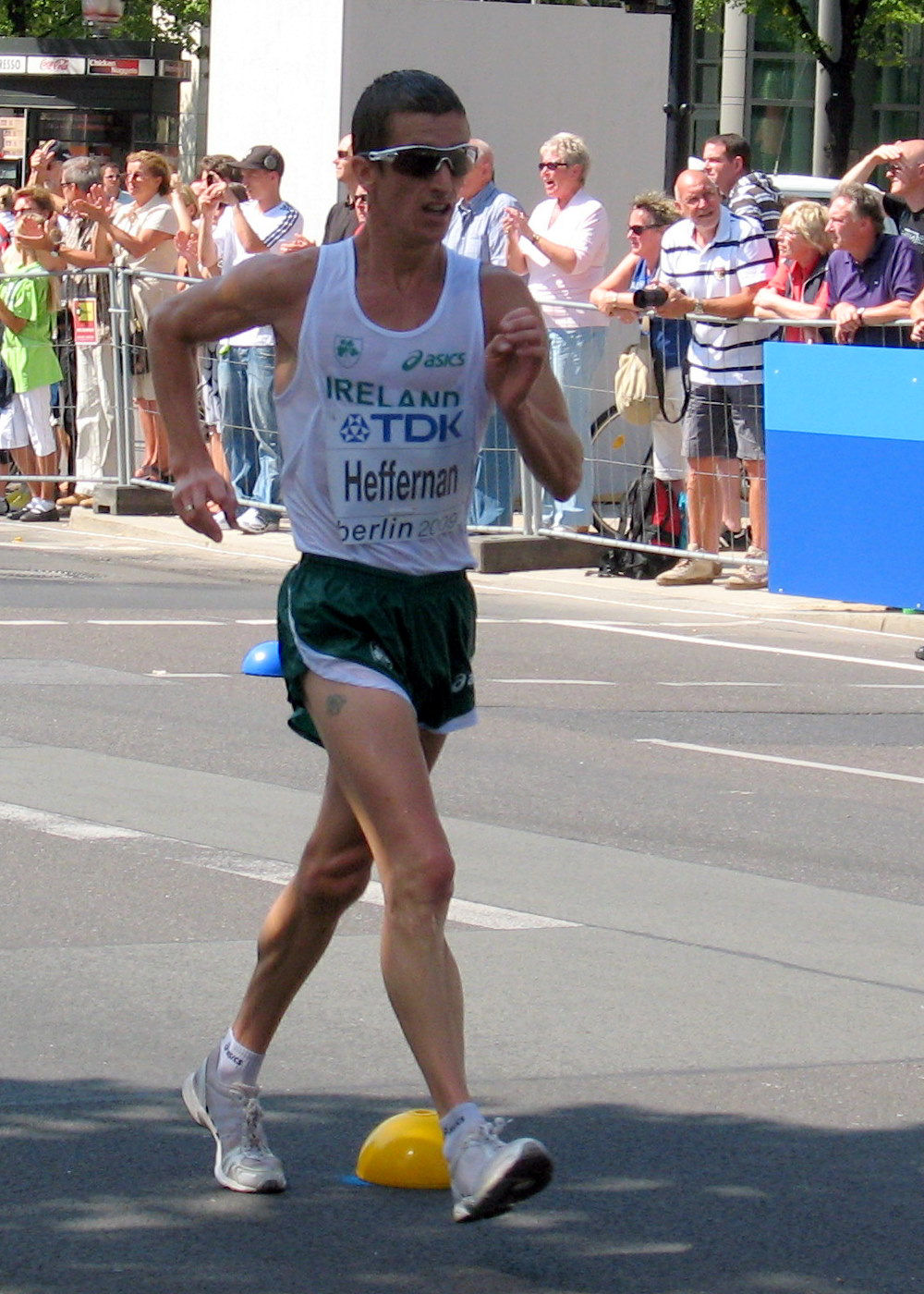
Bronzemedaillengewinner Robert Heffernan

Kurze Übersicht zur Bedeutung der Symbolik – so üblicherweise auch in sonstigen Veröffentlichungen verwendet:
| DNF | Wettkampf nicht beendet (did not finish) |
| DSQ | disqualifiziert                          |
| DOP | wegen Dopingvergehens disqualifiziert    |

## Ergebnis
27. Juli 2010, 8:05 Uhr
| Platz | Name                 | Nation      | Zeit (h) |
| ----- | -------------------- | ----------- | -------- |
| 1     | Alex Schwazer        | Italien     | 1:20:38  |
| 2     | João Vieira          | Portugal    | 1:20:49  |
| 3     | Robert Heffernan     | Irland      | 1:21:00  |
| 4     | Giorgio Rubino       | Italien     | 1:22:12  |
| 5     | Andrei Kriwow        | Russland    | 1:22:20  |
| 6     | Matej Tóth           | Slowakei    | 1:22:20  |
| 7     | Jakub Jelonek        | Polen       | 1:22:24  |
| 8     | Juan Manuel Molina   | Spanien     | 1:22:35  |
| 9     | Rafał Augustyn       | Polen       | 1:22:40  |
| 10    | Andriy Kovenko       | Ukraine     | 1:22:43  |
| 11    | Hervé Davaux         | Frankreich  | 1:24:12  |
| 12    | Miguel Ángel López   | Spanien     | 1:22:28  |
| 13    | Silviu Casandra      | Rumänien    | 1:24:51  |
| 14    | Maik Berger          | Deutschland | 1:25:01  |
| 15    | Antón Kučmín         | Slowakei    | 1:25:12  |
| 16    | José Ignacio Díaz    | Spanien     | 1:25:36  |
| 17    | Dawid Tomala         | Polen       | 1:25:50  |
| 18    | Jamie Costin         | Irland      | 1:26:05  |
| 19    | Sérgio Vieira        | Portugal    | 1:27:07  |
| 20    | Iwan Lossew          | Ukraine     | 1:27:12  |
| 21    | Arnis Rumbenieks     | Lettland    | 1:30:50  |
| DNF   | Ivano Brugnetti      | Italien     |          |
| DNF   | Máté Helebrandt      | Ungarn      |          |
| DSQ   | Ato Ibáñez           | Schweden    |          |
| DSQ   | Dzianis Simanovich   | Belarus     |          |
| DOP   | Stanislaw Jemeljanow | Russland    |          |
| DOP   | Ruslan Dmytrenko     | Ukraine     |          |

Das 20-km-Gehen war die erste Entscheidung der Europameisterschaften. Der neunzehnjährige Russe Stanislaw Jemeljanow zählte gemeinsam mit Alex Schwazer zu den Favoriten. Jemeljanow, der zunächst Erster im Ziel war, wurde allerdings nachträglich aufgrund von Dopingmissbrauch disqualifiziert – siehe oben. So wurde Schwazer Europameister vor dem Portugiesen João Vieira, der sich zu Beginn des Rennens eine unfreiwillige Pause zum Binden seiner Schuhe hatte nehmen müssen.

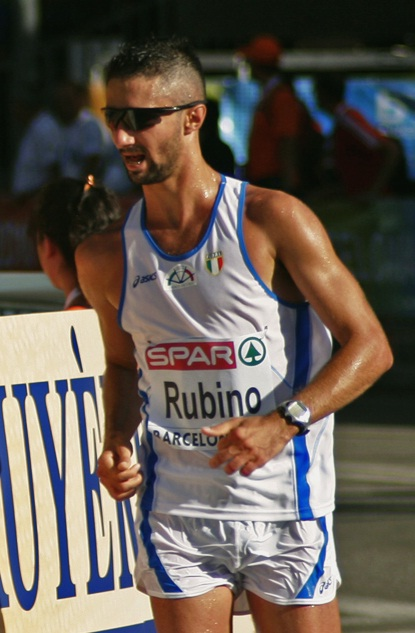
Giorgio Rubino – Platz vier
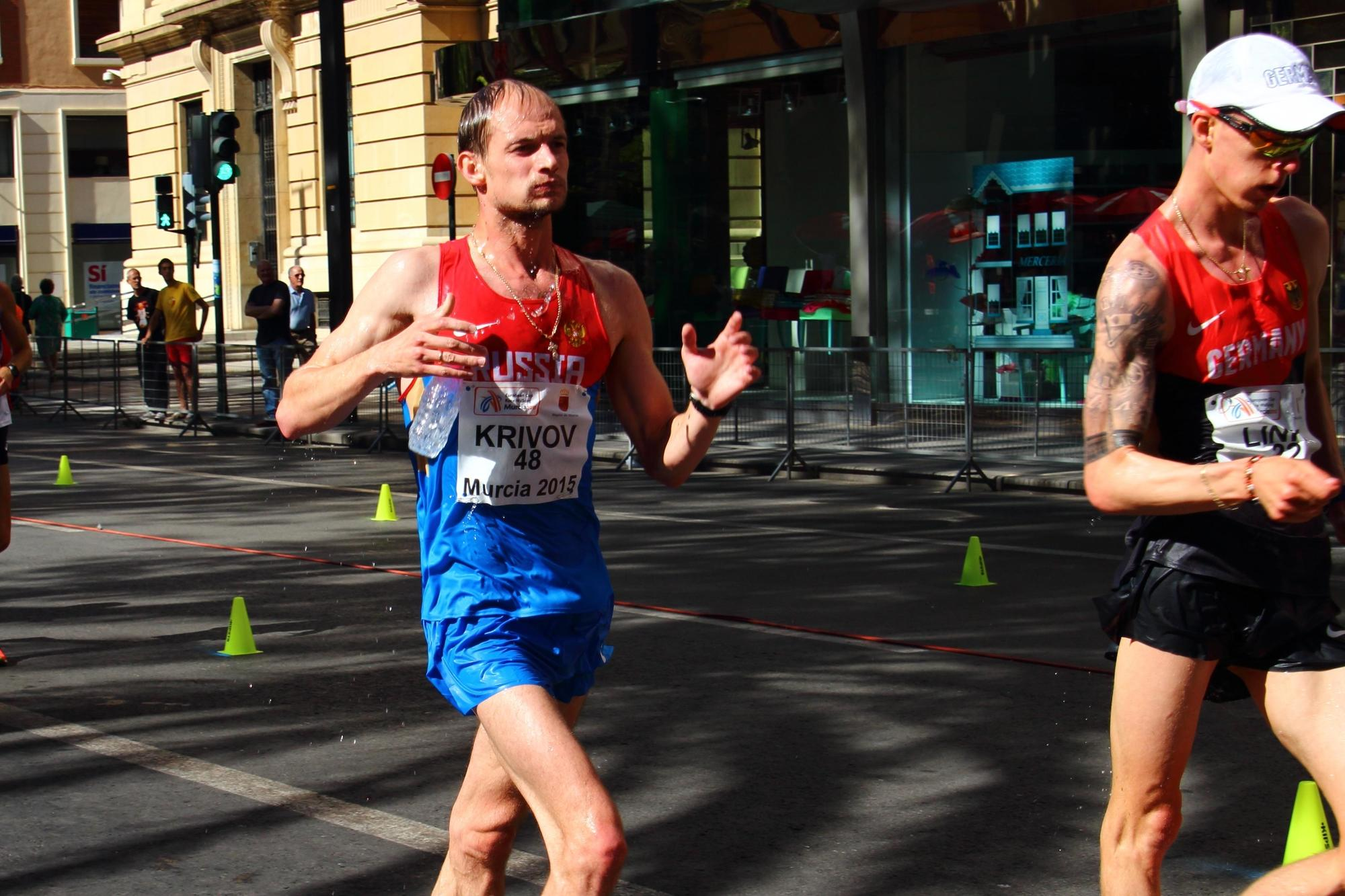
Andrei Kriwow (links) – Platz fünf
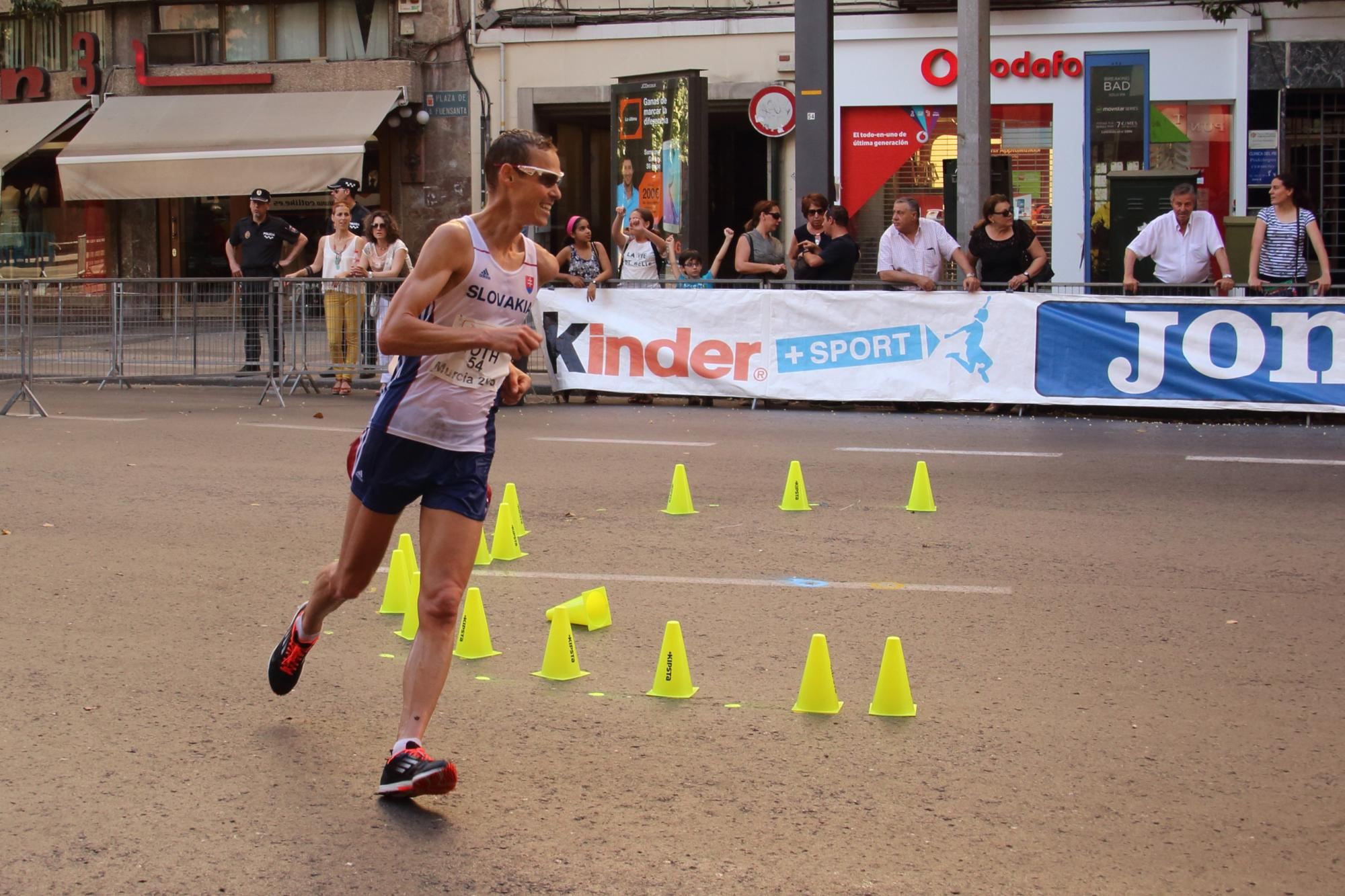
Matej Tóth – Platz sechs
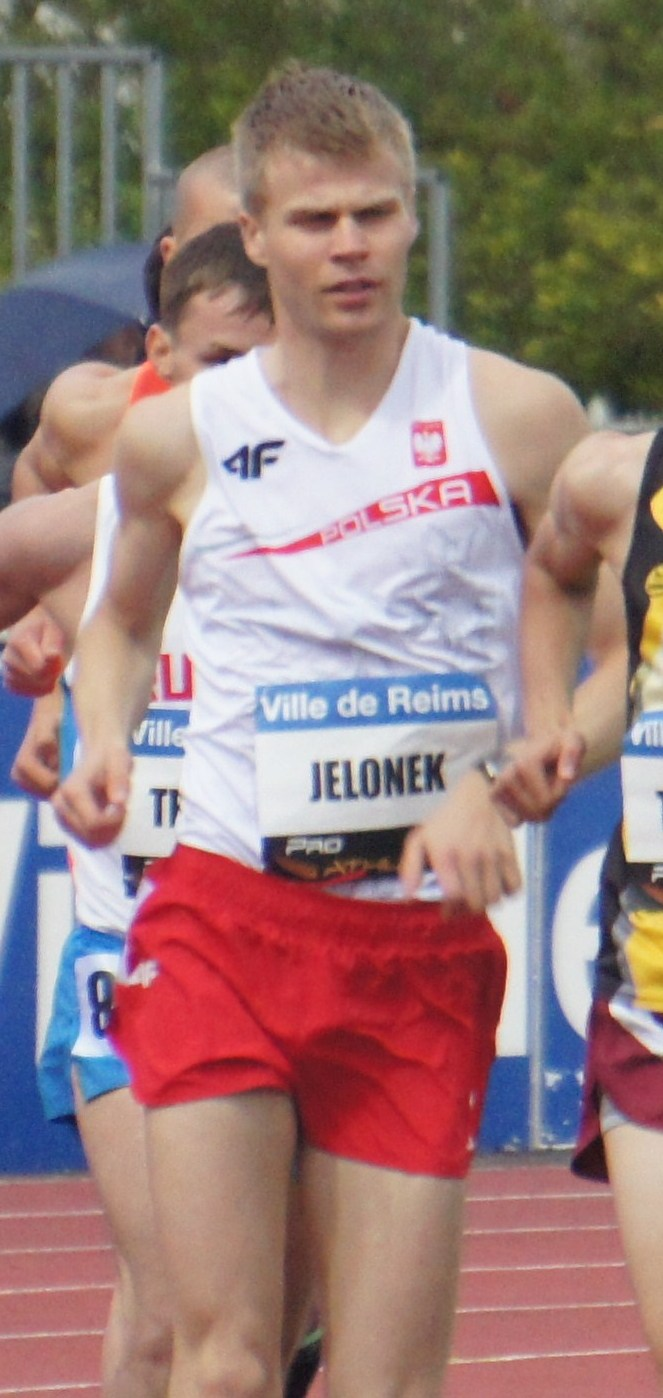
Jakub Jelonek – Platz sieben
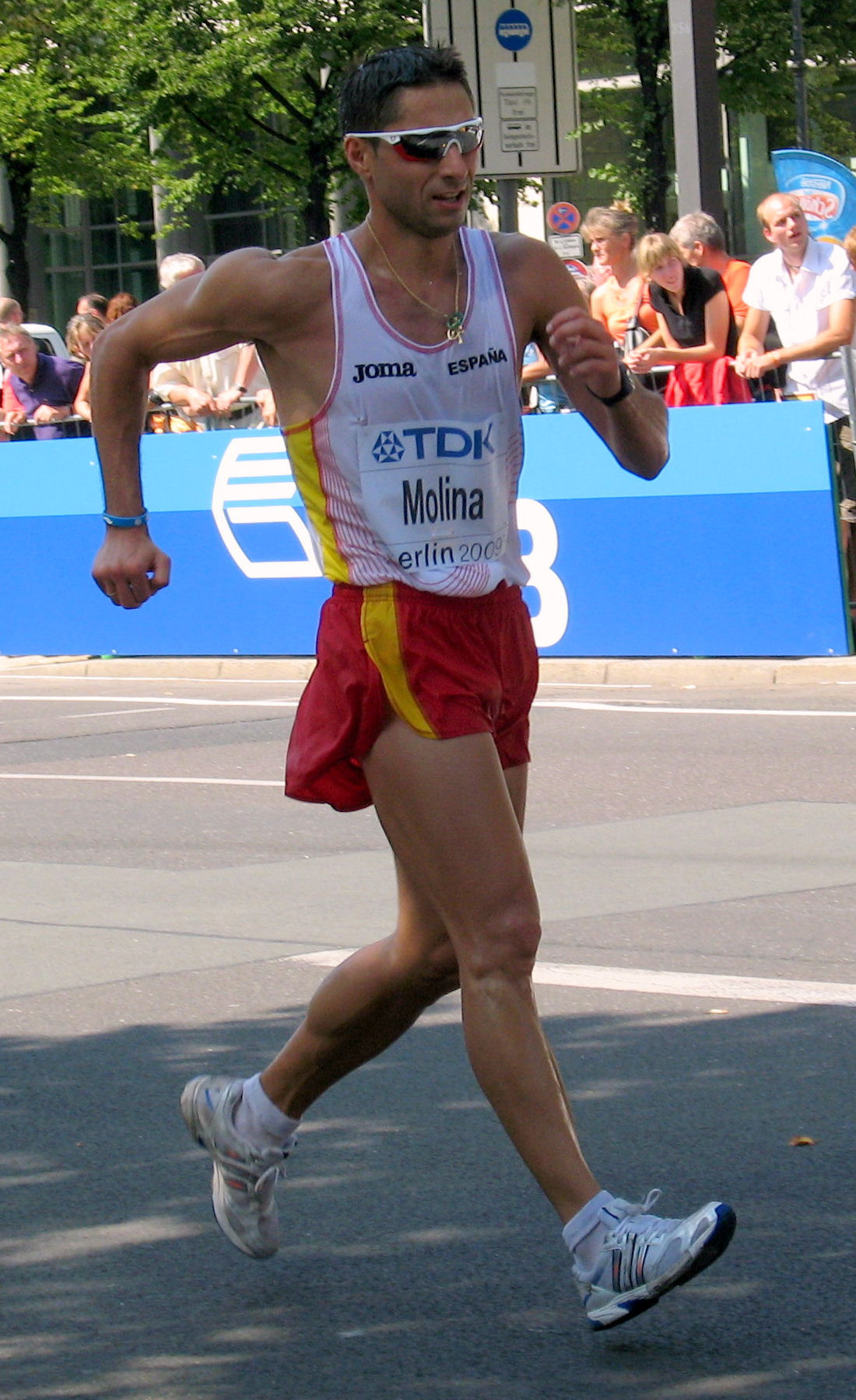
Juan Manuel Molina – Platz acht
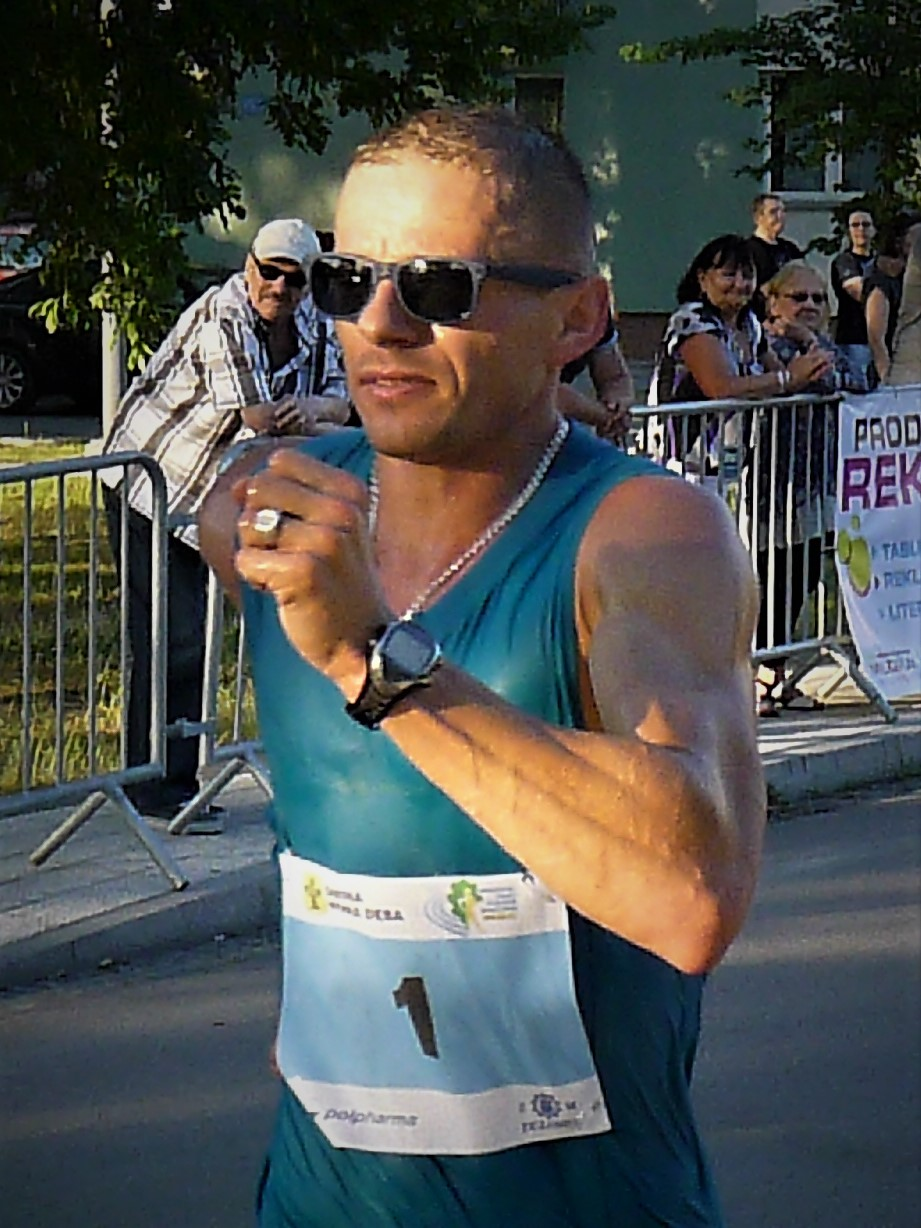
Rafał Augustyn – Platz neun
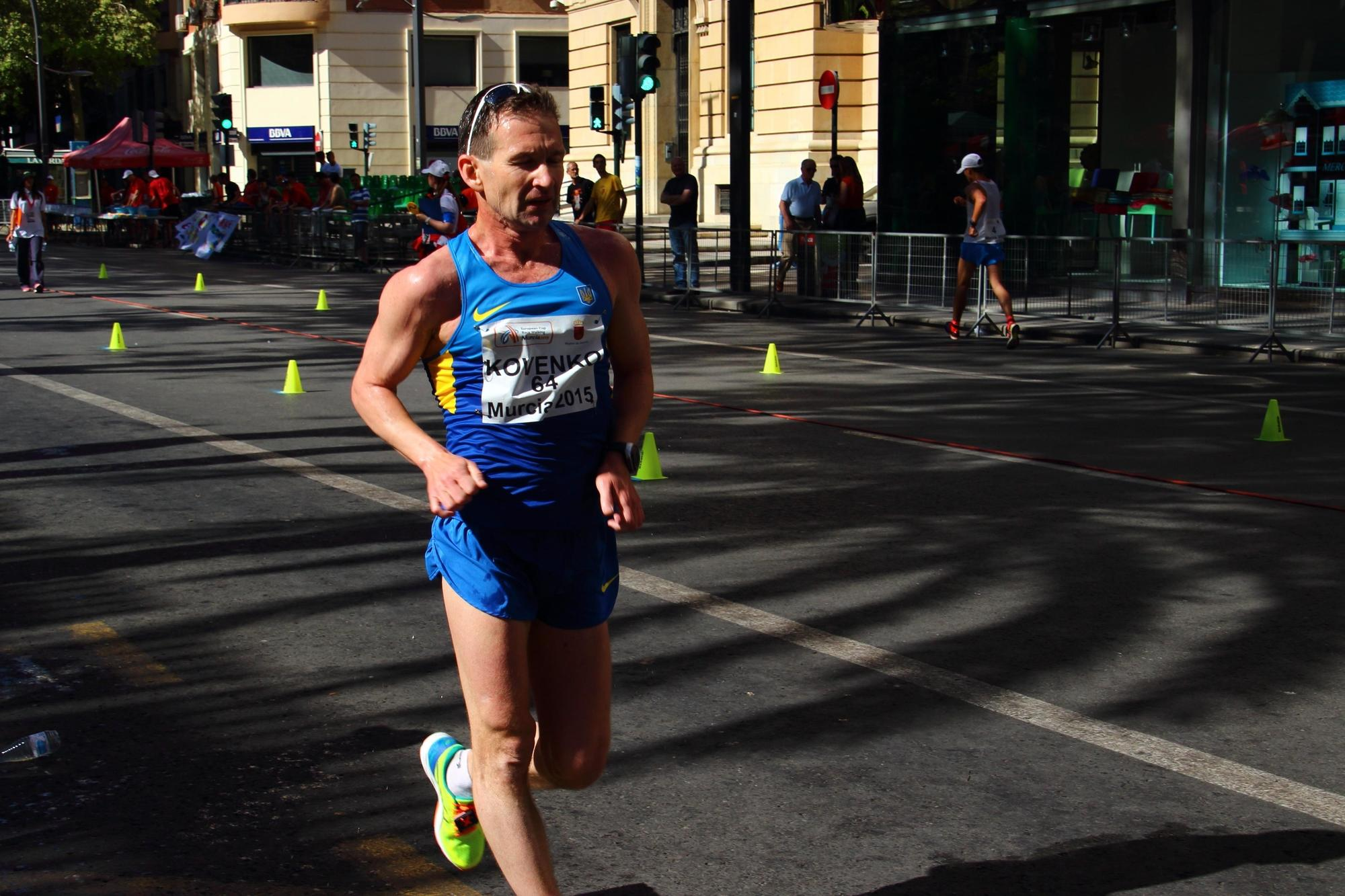
Andriy Kovenko – Platz zehn
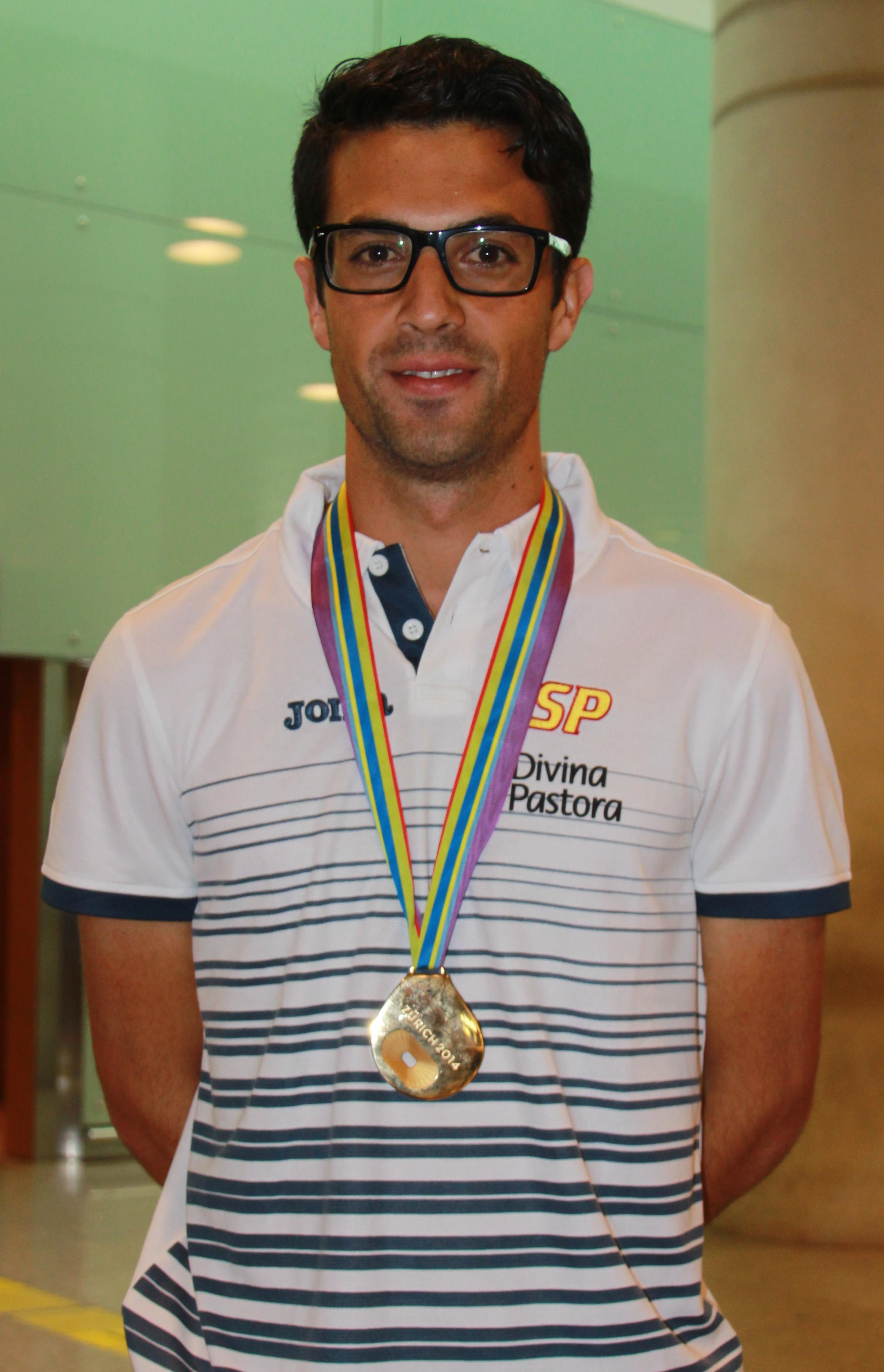
Miguel Ángel López – Platz zwölf
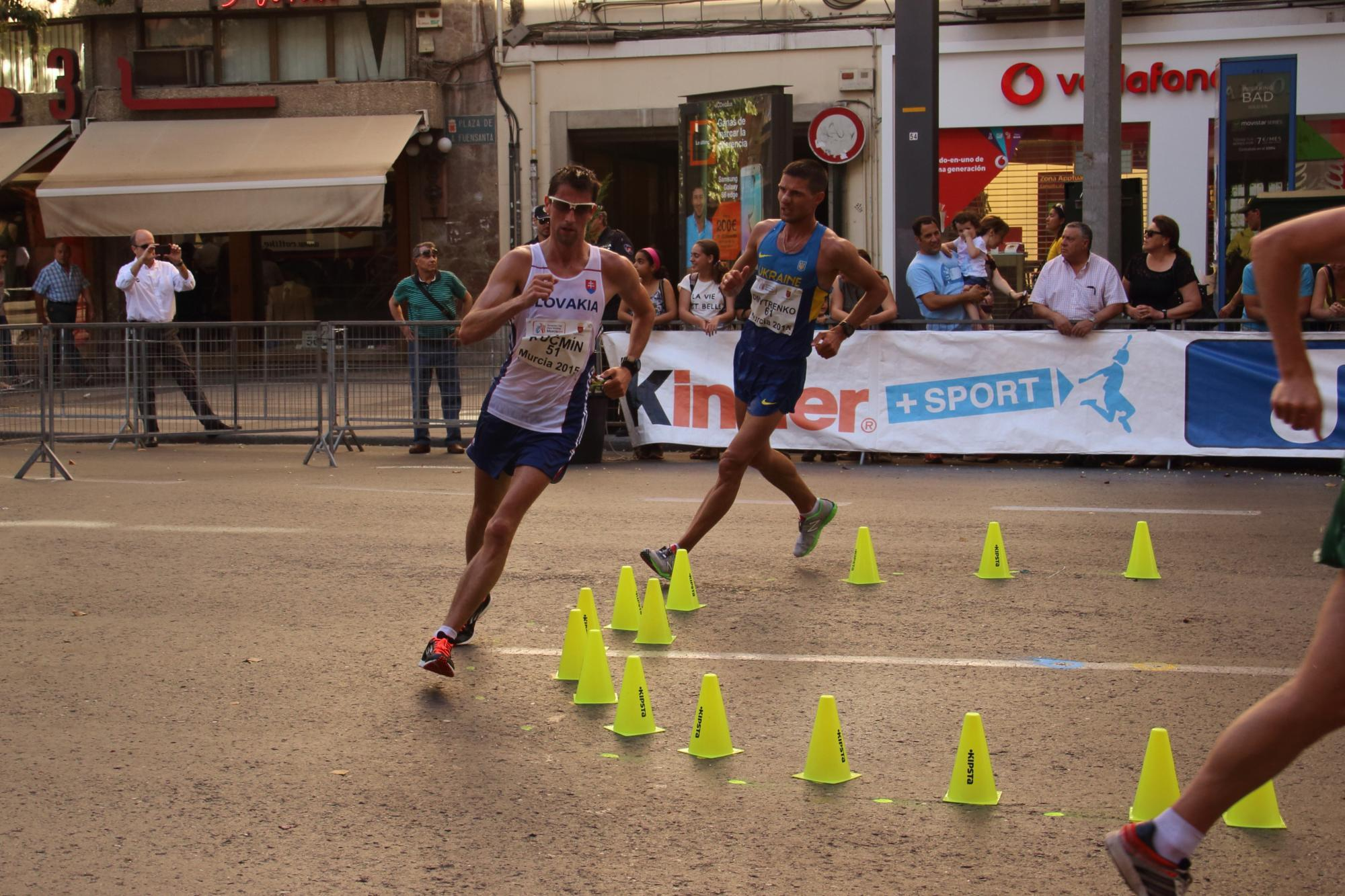
Antón Kučmín (links) – Platz fünfzehn
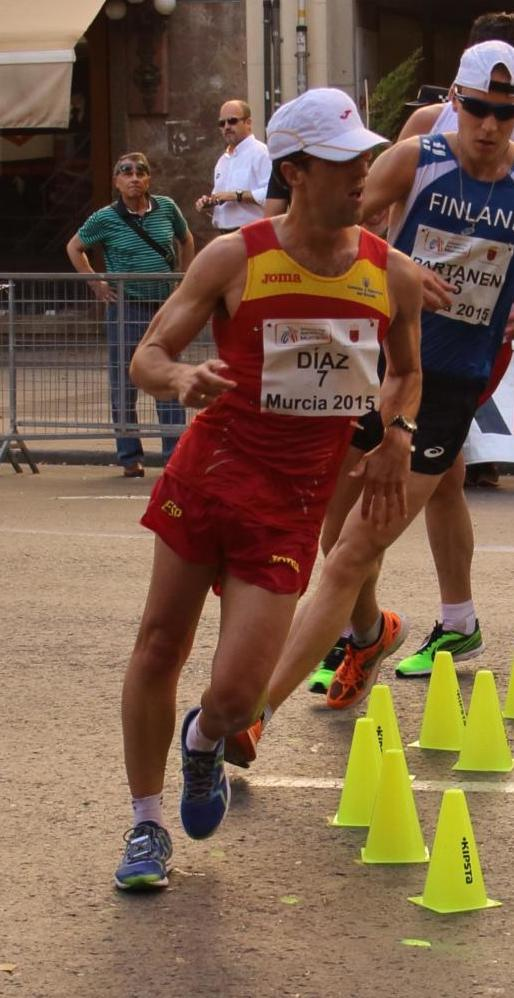
José Ignacio Díaz (rotes Trikot) – Platz sechzehn
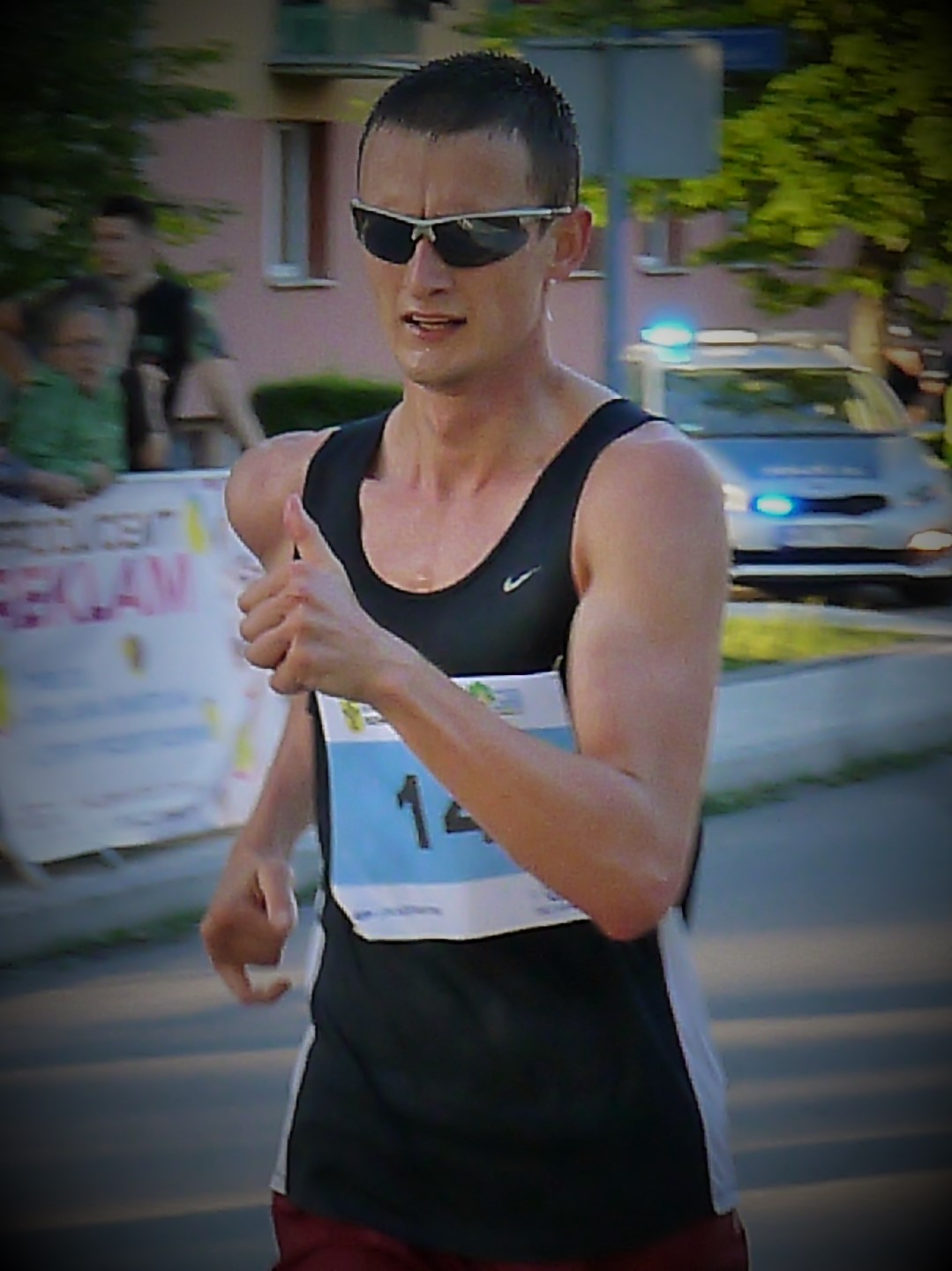
Dawid Tomala – Platz siebzehn
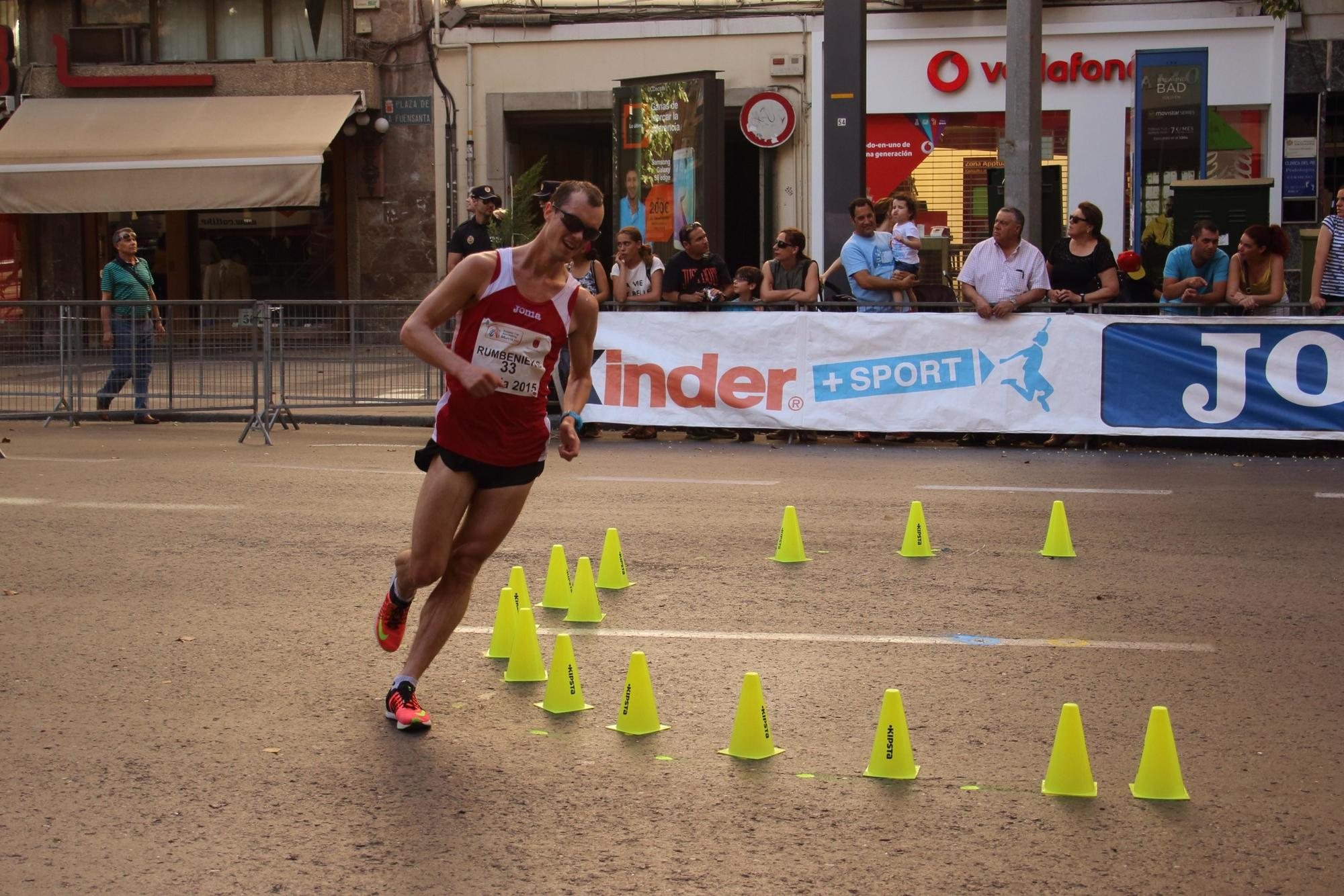
Arnis Rumbenieks – Platz 21
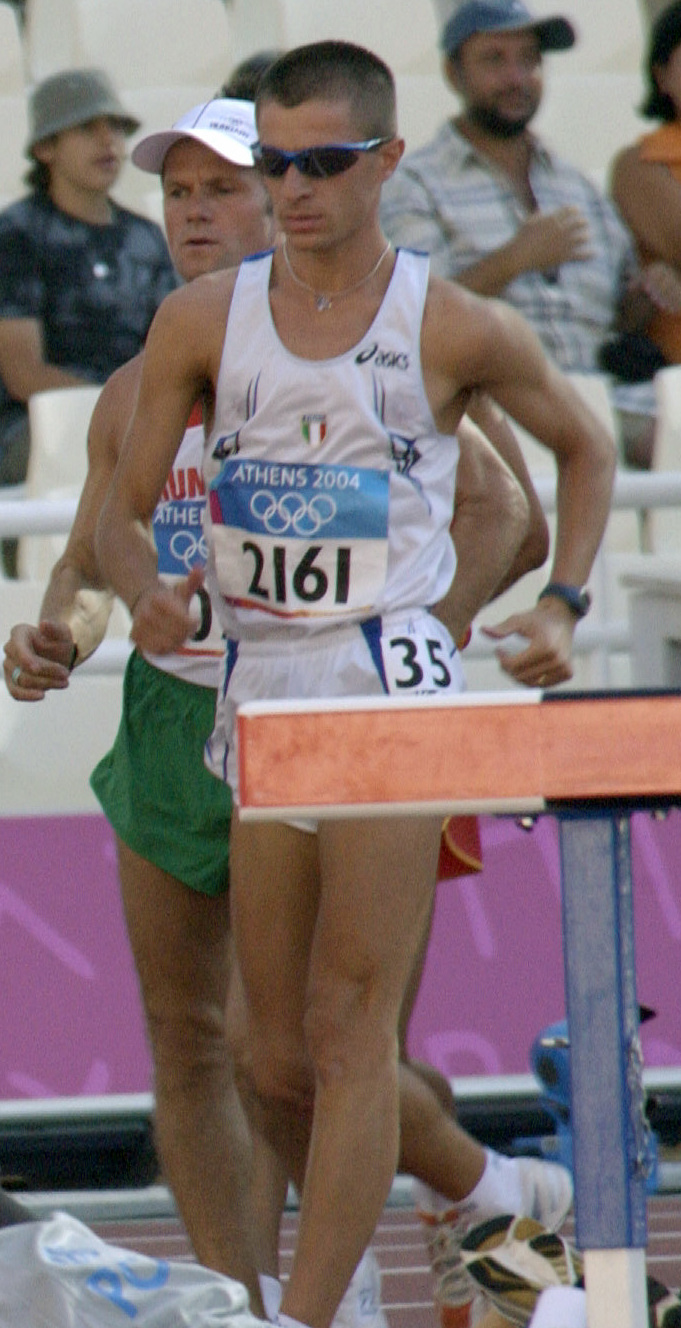
Ivano Brugnetti – nicht im Ziel
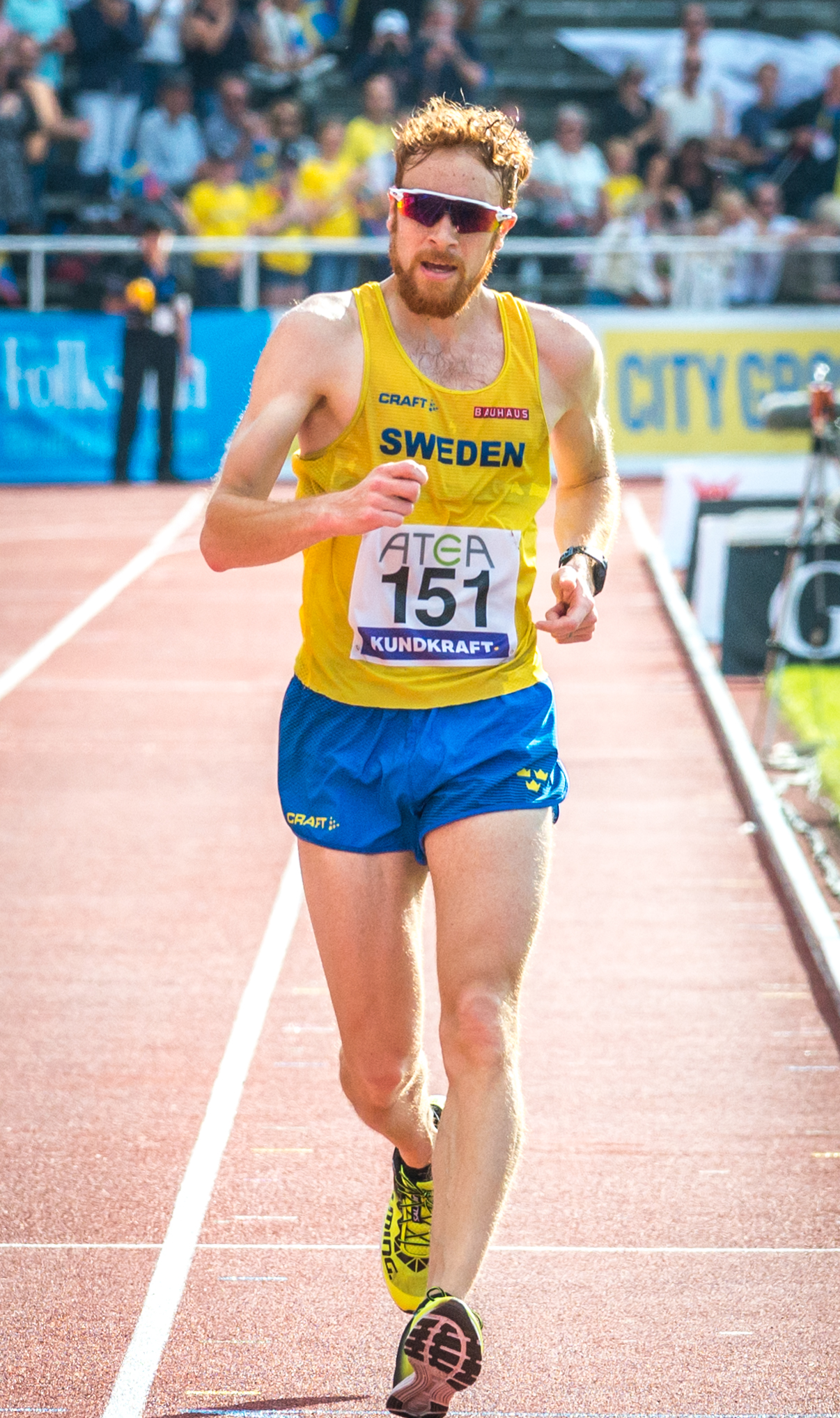
Ato Ibáñez – disqualifiziert
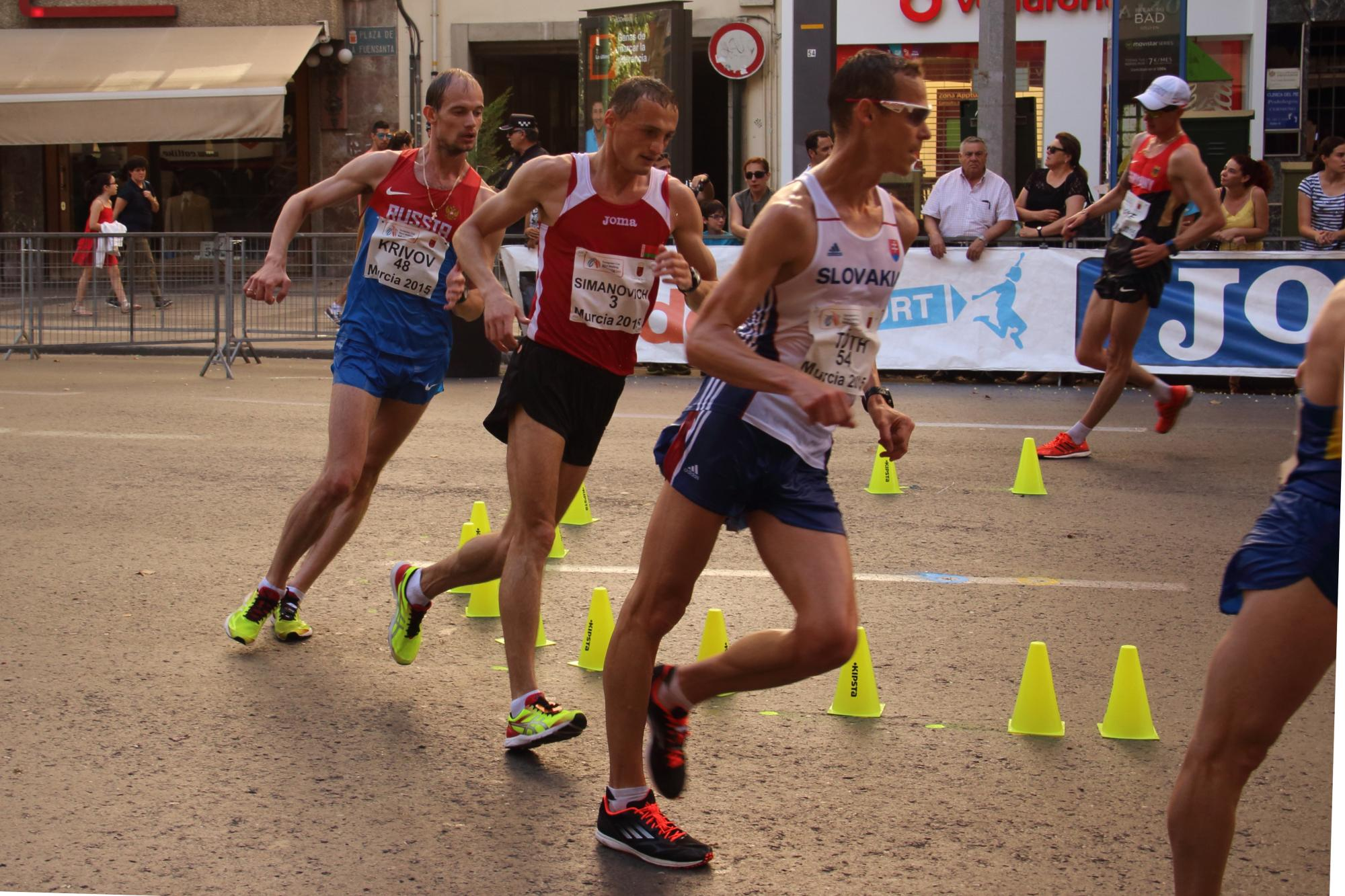
Dzianis Simanovich (Mitte) – disqualifiziert